# María Elena Chapa Hernández
María Elena Chapa Hernández (Doctor González, 19 de abril de 1944 - Monterrey, Nuevo León, 9 de agosto de 2021) fue una política y feminista mexicana, miembro del Partido Revolucionario Institucional (PRI), reconocida por su trabajo como defensora de los derechos de las mujeres. 
A 35 años de la reforma constitucional que permitió el sufragio femenino en México, fue electa la primera diputada federal de Nuevo León, y la primera senadora por el estado 3 años después. 
Falleció a consecuencia de un padecimiento de cáncer el 9 de agosto de 2021 en la ciudad de Monterrey.

## Trayectoria
Originaria de la población de Doctor González, fue maestra normalista por la Escuela Normal Miguel F. Martínez y licenciada en Filosofía por la Universidad Autónoma de Nuevo León (UANL). Se desempeñó como profesora de educación primaria, secundaria y normal, así como catedrática en la UANL.
Impartió clases en la escuela primaria Simón De La Garza Melo en Monterrey N.L. de 1961 a 1965. 
Se unió al Partido Revolucionario Institucional (PRI) en 1969, mismo año en que fue auxiliar de organización en la Confederación Nacional de Organizaciones Populares (CNOP). De 1974 a 1979 fue jefa del departamento de promoción de la salud en la Secretaría de Salubridad y Asistencia del estado, de 1980 a 1984 fue subdirectora general del Sistema DIF, y de 1985 a 1988 fue secretaria técnica del Consejo Estatal de Población de Nuevo León.
En la estructura interna del PRI, de 1982 a 1984, fue secretaria de acción femenil en la CNOP estatal, y de 1984 a 1985 fue secretaria de organización del comité estatal del PRI.

## Cargos públicos por elección popular
En 1988 fue elegida, por primera ocasión, como diputada federal en representación del Distrito 9 de Nuevo León a la LIV Legislatura de ese año a 1991, donde fue secretaria de la comisión de Relaciones Exteriores. Al término, fue postulada y elegida Senadora por el estado de Nuevo León para el periodo de 1991 a 1997, que correspondería a las Legislaturas LV y LVI y en que fue presidenta de la comisión de Relaciones Exteriores, Tercera Sección, de Asuntos Diplomáticos y Consulares, y de Población y Desarrollo.
Simultáneamente a los cargos anteriores, en 1993 fue secretaria de Gestión Social, y de 1993 a 1995 secretaria de Capacitación del Comité Nacional del PRI, en las dirigencias encabezadas por Fernando Ortiz Arana, Ignacio Pichardo Pagaza y María de los Ángeles Moreno. De 1994 a 1999 fue presidenta del Congreso Nacional de las Mujeres por el Cambio del PRI.
Al término de su periodo como senadora, fue diputada a la LXVIII Legislatura del Congreso del Estado de Nuevo León por la vía de la representación proporcional. En este mismo periodo, fue presidenta del consejo consultivo del Programa Nacional de la Mujer.
En 2000, fue por segunda ocasión diputada federal, esta vez por el principio de representación proporcional a la LVIII Legislatura que concluyó en 2003. En esta ocasión, fue integrante de las comisiones Bicamaral del Canal de Televisión del H. Congreso de la Unión, de Equidad de Género, de Radio, Televisión y Cinematografía, de Salud, y de Cultura. 

## Trayectoria en otras instituciones
Fue la presidenta fundadora del International Women's Forum (IWF), Capítulo México, de 1993 a 1995, y fue presidenta honoraria del IWF desde 1996 a la fecha.
Entre 2001 y 2002, fue invitada permanente de la junta de gobierno del Instituto Nacional de las Mujeres. En 2003, fundó el Instituto Estatal de las Mujeres de Nuevo León durante la gestión del gobernador José Natividad González Parás, cargó que ocupó hasta su renuncia el 11 de mayo del 2016, trabajando durante las administraciones de los gobernadores Rodrigo Medina de la Cruz y Jaime Rodríguez Calderón.Tras su renuncia, denunció que, para permanecer al frente del instituto, el entonces secretario general de Gobierno, Manuel Florentino González Flores, puso como condición su renuncia a la militancia en el PRI, lo que rechazó.
En 2018, Chapa y Sandra Pamanes fundaron Red Paridad Nuevo León, con el propósito de organizar un frente plural para que las mujeres tuvieran todos sus derechos políticos  no fueran limitadas ni excluidas de sus propios partidos. La organización ha estado activa y ha protestado en contra de las reformas a la ley electoral del estado.

## Reconocimientos
El 8 de marzo de 2018, la Cámara de Senadores le entregó el reconocimiento "Elvia Carrillo Puerto" por su destacada labor cultural, política y económica a favor de los derechos humanos de las mujeres.
En el 56° aniversario del sufragio femenino en México, en 2009, el Congreso del Estado de Nuevo León reconoció a Chapa, Consuelo Botello Treviño, Sandra Guerra Garza, Petra Esquivel López, y a Rosa Elvia Ramos García por su trayectoria y representación en la lucha por la inclusión de las mujeres en la vida política de Nuevo León
Tras su fallecimiento por cáncer el 9 de agosto del 2021, los integrantes de la Comisión Permanente del Congreso de la Unión guardaron un minuto de silencio en su honor, mientras que, durante su homenaje luctuoso, realizada en una sesión extraordinaria en San Lázaro, diputadas de todos los partidos políticos exigieron paridad en la conformación de la siguiente legislatura.
Dos años después de su fallecimiento, las autoridades estatales, el Instituto Estatal de las Mujeres y RED Paridad NL rindieron un homenaje póstumo a Chapa Hernández, que incluyó develar un busto en su memoria en la Plazoleta Pasillo del Empoderamiento en el centro de Monterrey, además de instalar otra figura en el municipio de Doctor González.

## Premios
- Premio de México a La mujer que hace la diferencia del Foro Internacional de Mujeres (1995)
- Premio del Consorcio para el Diálogo y la Equidad (2003)
- Premio Josefa Ortiz de Domínguez de INMUJERES (2003)
- Presidenta Ejecutiva del Instituto Estatal de las Mujeres de Nuevo León; Premio a la Excelencia en el desarrollo profesional, UANL (2005) [12]

## Obra literaria
- Las voces de los días (2001)[13]
- La conquista del voto femenino en México (2004)
- Mujeres: una visión masculina (2006)
- Una relación poco explorada: padres e hijas (2007) - ISBN 978-607-488-004-5
- Me asumo insumisa (2009)[14]